# Pohár Intertoto 2003
V poháru Intertoto 2003 zvítězily a zároveň postoupily do poháru UEFA tři týmy Schalke 04, Villarreal a Perugia.

## Zápasy

### První kolo
| Domácí v 1. zápase    | Celkem | Hosté v 1. zápase     | 1. zápas | 2. zápas |
| --------------------- | ------ | --------------------- | -------- | -------- |
| SV Pasching           | 2:2    | FC WIT Georgia        | 1:0      | 1:2      |
| FC Encamp             | 1:7    | Lierse SK             | 0:3      | 1:4      |
| FC Spartak Trnava     | 2:7    | FK Pobeda Prilep      | 1:5      | 1:2      |
| KF Partizani          | 3:3    | Maccabi Netanya       | 2:0      | 1:3      |
| 1. FC Brno            | 3:3    | FC Kotajk Abovjan     | 1:0      | 2:3      |
| FC Koper              | 3:2    | NK Záhřeb             | 1:0      | 2:2      |
| VMFD Žalgiris Vilnius | 1:4    | Örgryte IS            | 1:1      | 0:3      |
| Győri ETO FC          | 3:3    | Ethnikos Achna FC     | 1:1      | 2:2      |
| Videoton              | 4:5    | PFC Marek Dupnitsa    | 2:2      | 2:3      |
| Odra Wodzisław Śląski | 1:3    | Shamrock Rovers FC    | 1:2      | 0:1      |
| Tampere United        | 2:2    | Ceahlăul Piatra Neamţ | 1:0      | 1:2      |
| FK Sutjeska           | 4:1    | Union Luxembourg      | 3:0      | 1:1      |
| Bangor City FC        | 2:6    | ACF Gloria Bistrița   | 0:1      | 2:5      |
| OFK Bělehrad          | 11:4   | Narva JK Trans        | 6:1      | 5:3      |
| Dinaburg FC           | 1:2    | FC Wil                | 1:0      | 0:2      |
| Polonia Warszawa      | 1:5    | Tobol Kostanaj FK     | 0:3      | 1:2      |
| FK ZTS Dubnica        | 7:1    | Olympiakos Nicosia    | 3:0      | 4:1      |
| FC Dacia Chișinău     | 5:1    | GÍ Gøta               | 4:1      | 1:0      |
| FK Sloboda Tuzla      | 2:2    | KA Akureyri           | 1:1      | 1:1      |
| FC Šachcior           | 8:1    | Omagh Town FC         | 1:0      | 7:1      |
| AC Allianssi          | 2:1    | Hibernians FC         | 1:0      | 1:1      |

### Druhé kolo
| Domácí v 1. zápase   | Celkem | Hosté v 1. zápase   | 1. zápas | 2. zápas |
| -------------------- | ------ | ------------------- | -------- | -------- |
| Akratitos            | 0:1    | AC Allianssi        | 0:1      | 0:0      |
| Örgryte IS           | 4:4    | OGC Nice            | 3:2      | 1:2      |
| 1. FC Slovácko       | 4:3    | OFK Bělehrad        | 1:0      | 3:3      |
| Racing de Santander  | 2:2    | Győri ETO FC        | 1:0      | 1:2      |
| FC Slovan Liberec    | 4:0    | Shamrock Rovers FC  | 2:0      | 2:0      |
| FC Thun              | 3:4    | 1. FC Brno          | 2:3      | 1:1      |
| Brescia Calcio       | 3:2    | ACF Gloria Bistrița | 2:1      | 1:1      |
| PFC Marek Dupnitsa   | 1:3    | VfL Wolfsburg       | 1:1      | 0:2      |
| FC Šachcior          | 3:5    | HNK Cibalia         | 1:1      | 2:4      |
| K. Sint-Truidense VV | 0:3    | Tobol Kostanaj FK   | 0:2      | 0:1      |
| Willem II Tilburg    | 3:4    | FC Wil              | 2:1      | 1:3      |
| FK Pobeda Prilep     | 2:3    | SV Pasching         | 1:1      | 1:2      |
| FK Sloboda Tuzla     | 2:5    | Lierse SK           | 1:0      | 1:5      |
| Tampere United       | 1:0    | FK Sutjeska         | 0:0      | 1:0      |
| FC Dacia Chișinău    | 5:0    | KF Partizani        | 2:0      | 3:0      |
| FC Koper             | 3:3    | FK ZTS Dubnica      | 1:0      | 2:3      |

### Třetí kolo
| Domácí v 1. zápase  | Celkem | Hosté v 1. zápase | 1. zápas | 2. zápas |
| ------------------- | ------ | ----------------- | -------- | -------- |
| Tobol Kostanaj FK   | 0:4    | SV Pasching       | 1:0      | 0:3      |
| Perugia Calcio      | 4:0    | AC Allianssi      | 2:0      | 2:0      |
| Egaleo FC           | 4:5    | FC Koper          | 2:3      | 2:2      |
| FC Nantes           | 5:3    | FC Wil            | 2:1      | 3:2      |
| OGC Nice            | 0:1    | SV Werder Bremen  | 0:0      | 0:1      |
| Villarreal CF       | 3:1    | Brescia Calcio    | 2:0      | 1:1      |
| EA Guingamp         | 4:5    | 1. FC Brno        | 2:1      | 2:4      |
| FC Dacia Chișinău   | 1:3    | FC Schalke 04     | 0:1      | 1:2      |
| Racing de Santander | 1:3    | FC Slovan Liberec | 0:1      | 1:2      |
| 1. FC Slovácko      | 0:3    | VfL Wolfsburg     | 0:1      | 0:2      |
| Tampere United      | 1:2    | HNK Cibalia       | 0:2      | 1:0      |
| SC Heerenveen       | 5:1    | Lierse SK         | 4:1      | 1:0      |

### Semifinále
| Domácí v 1. zápase | Celkem | Hosté v 1. zápase | 1. zápas | 2. zápas |
| ------------------ | ------ | ----------------- | -------- | -------- |
| FC Nantes          | 0:1    | Perugia Calcio    | 0:1      | 0:0      |
| SV Pasching        | 5:1    | SV Werder Bremen  | 4:0      | 1:1      |
| 1. FC Brno         | 1:3    | Villarreal CF     | 1:1      | 0:2      |
| FC Schalke 04      | 2:1    | FC Slovan Liberec | 2:1      | 0:0      |
| SC Heerenveen      | 2:1    | FC Koper          | 2:0      | 0:1      |
| HNK Cibalia        | 1:8    | VfL Wolfsburg     | 1:4      | 0:4      |

### Finále
| Domácí v 1. zápase | Celkem | Hosté v 1. zápase | 1. zápas | 2. zápas |
| ------------------ | ------ | ----------------- | -------- | -------- |
| SV Pasching        | 0:2    | FC Schalke 04     | 0:2      | 0:0      |
| SC Heerenveen      | 1:2    | Villarreal CF     | 1:2      | 0:0      |
| Perugia Calcio     | 3:0    | VfL Wolfsburg     | 1:0      | 2:0      |